# Branko Ćopić
Branko Ćopić (pronunciado [brǎːnkɔ t͡ɕɔ̂fosa͡ɕ]; serbio cirílico: Бранко Ћопић; 1 de enero de 1915-26 de marzo de 1984) fue un escritor yugoslavo.

## Biografía
Ćopić fue un escritor serbobosnio nacido en el pueblo de Hašani cercano a Bosanska Krupa. Asistió a la escuela en Bihać, Banja Luka, Sarajevo y Karlovac antes de mudarse a Belgrado para estudiar en la Facultad de Filosofía de la Universidad de Belgrado hasta su graduación en 1940.
Durante la revuelta en el Bosanska Krajina en 1941,  se unió a los Partisanos y permaneció con ellos hasta el fin de la Segunda Guerra Mundial. Ese periodo de su vida influyó notoriamente en su obra literaria ya que de esas experiencias tomó los temas sobre los que escribiría más tarde. Al final de la guerra regresó a Belgrado donde trabajó como director editorial de una revista infantil titulada "Pioniri" hasta 1949. A partir de 1951 hasta su muerte se dedicó completamente a ser un escritor profesional.
Sus libros se han traducido al albanés, checo, inglés, neerlandés, italiano, macedonio, chino, polaco, rumano, turco, eslovaco, alemán, francés, y ruso, y algunos de ellos han sido convertidos en serie de televisión. Su imagen ha sido utilizada en el billete de 0.50 que circulaba en Bosnia y Herzegovina, hasta que fue reemplazado con monedas.
Ćopić se suicidó saltando de un puente ubicado en el centro de la ciudad de Belgrado, que hoy se llama puente de Branko en su honor. Está enterrado en el cementerio Nuevo de esa ciudad.

## Obra literaria

### Novelas
- Prolom – El escape (1952)
- Gluvi barut – Pólvora silenciosa (1957)
- Ne tuguj, bronzana stražo – Guardias de Bronce, no lloréis (1958)
- Osma ofanziva – La octava ofensiva (1966)

### Novelas para niños
- Orlovi rano lete – Las águilas vuelan temprano (1957),
- Slavno vojevanje – El combate magnífico (1960) y
- Bitka u Zlatnoj dolini – La Batalla del Valle Dorado

– A estas tres se las conoce como „Pionirska trilogija“ – La Trilogía Primitiva,
- Magareće godine – Años de burro (equivalente a Los adolescentes rebeldes);
- Balada o ribaru i mačku – La balada del pescador y el gato
- Glava u klancu noge na vrancu – Cabeza en una col, piernas en el caballo
- Ježeva kućica – La casa del erizo
- Doživljaji mačka Toše – Las aventuras de Toscho el Gato
- Bašta sljezove boje – El malvavisco de colores

### Películas y series televisivas basadas en los escritos de Ćopić
- "Živjeće ovaj narod" (1947)
- "Importante Bauk" (1951)
- "Grob u žitu" (1951)
- "Nikoletina Bursać (1964)
- "Orlovi rano lete" (1966)
- "Četrdeset prva" (1971)
- "Hajdučka vremena" (1977)
- "Mala moja iz Bosanske Krupe" (1978)
- "Osma ofanziva", serie de televisión(1979)
- "Bježaćemo čak u Liku" (1979)
- "Odumiranje međeda" (1982)
- "Smiješne i druge priče" serie de televisión (1986)
- "Razgovori stari" (1986)
- "Gluvi barut" (1990)
- "Magareće godine" (1994)